# HC Eynatten-Raeren
Handball Club Eynatten-Raeren is een Belgische handbalvereniging uit Eynatten. De heren spelen in de hoogste afdeling van het Belgische handbal, de dames spelen in tweede nationale. De kleuren van de club zijn rood-zwart, ze werd opgericht in 1972 en draagt stamnummer 156.

## Geschiedenis
HC Eynatten werd opgericht in 1972 door Walter Schyns, Gerd Brüll en Léo Roderburg. In het begin waren er alleen jeugdteams, pas in het seizoen 1975/1976 werd het eerste seniorenteam geïntroduceerd. In 1979 klom het eerste herenteam naar Divisie 3 LFH en in 1986 naar Tweede nationale. De eerste promotie naar de Eerste nationale in april 1990 was na een dubbelduel in de play-offs met KTSV Eupen voor meer dan 2000 toeschouwers (in totaal van de twee ontmoetingen). De historische dubbele kampioensbeker aan het einde van het seizoen 1999/2000 en de kampioenschappen in de seizoenen 2000/2001 en 2001/2002 onder leiding van trainer Pim Rietbroek behoren tot de hoogtepunten van de handbalclub.

## Palmares

### Heren
- Eerste nationale

winnaar (3x): 2000, 2001 en 2002
- Beker van België

winnaar (1x): 2000

## Bekende (ex-)spelers
- Eric Eussen
- Luke Habets
- Raphael Kötters
- Bartosz Kedziora
- Mark Leckebusch
- Steven Lichteveld
- Guy Peters
- David Polfliet
- Gerrit Stavast
- Rudolf Tonković
- Joeri Verjans
- Erik Wudtke